# Logische nor

Venndiagram van

Logische nor (not or, in het Nederlands nof of niet of) is een booleaanse operator die als resultaat het inverse geeft van de logische or. Dit betekent dat p nor q enkel WAAR is, wanneer noch p noch q waar is, anders is het resultaat ONWAAR. 
De NOR-operator is ook bekend als webb-operatie of peircebewerking, genoemd naar Charles Sanders Peirce, die aantoonde dat elke logische operatie uitgedrukt kan worden in termen van de logische NOR. De logische NOR kan op zichzelf gebruikt worden, zonder enig andere logische operator, om een logisch formeel systeem te vormen.
Een gebruikelijke notatie voor p NOR q is {\displaystyle p\downarrow q} of {\displaystyle {\overline {p+q}}}, waarin het symbool {\displaystyle +} OF betekent, en de lijn boven de expressie betekent NIET, de logische negatie van de expressie.
De computer die gebruikt werd in het ruimteschip dat voor het eerst mensen naar de maan bracht, de Apollo Guidance Computer, was volledig gebouwd uit NOR-poorten met drie ingangen.

## Etymologie
Het woord nor lijkt een kunstmatige samenstelling uit n (voor de ontkenning) en or. Het is echter, in tegenstelling tot nand, in de Engelse taal een bestaand woord.
Het Nederlandse nof is wél een kunstmatige samenstelling, het juiste Nederlandse woord zou noch moeten zijn.

## Definitie
De logische NOR met twee ingangen wordt vaak door een waarheidstabel beschreven:
| P | Q |  | P nor Q |
| - | - |  | ------- |
| T | T |  | F       |
| T | F |  | F       |
| F | T |  | F       |
| F | F |  | T       |

NOR heeft als interessante eigenschap dat alle andere logische operatoren kunnen uitgedrukt worden in functie van de NOR bewerking:
De logische NOR {\displaystyle \downarrow } is de negatie van de disjunctie:
| {\displaystyle P\downarrow Q} | {\displaystyle \Leftrightarrow } | {\displaystyle \neg (P\lor Q)} |
|                               | {\displaystyle \Leftrightarrow } | {\displaystyle \neg }          |

Uitgedrukt in termen van NOR {\displaystyle \downarrow } worden de gebruikelijke operators van propositielogica beschreven als:
| {\displaystyle \neg P} | {\displaystyle \Leftrightarrow } | {\displaystyle P\downarrow P} |
| {\displaystyle \neg }  | {\displaystyle \Leftrightarrow } |                               |

| {\displaystyle P\rightarrow Q} | {\displaystyle \Leftrightarrow } | {\displaystyle {\Big (}(P\downarrow P)\downarrow Q{\Big )}} | {\displaystyle \downarrow } | {\displaystyle {\Big (}(P\downarrow P)\downarrow Q{\Big )}} |
|                                | {\displaystyle \Leftrightarrow } |                                                             | {\displaystyle \downarrow } |                                                             |

| {\displaystyle P\land Q} | {\displaystyle \Leftrightarrow } | {\displaystyle (P\downarrow P)} | {\displaystyle \downarrow } | {\displaystyle (Q\downarrow Q)} |
|                          | {\displaystyle \Leftrightarrow } |                                 | {\displaystyle \downarrow } |                                 |

| {\displaystyle P\lor Q} | {\displaystyle \Leftrightarrow } | {\displaystyle (P\downarrow Q)} | {\displaystyle \downarrow } | {\displaystyle (P\downarrow Q)} |
|                         | {\displaystyle \Leftrightarrow } |                                 | {\displaystyle \downarrow } |                                 |

De logische nand operator bezit dezelfde eigenschap om de andere logische operaties uit te drukken.